# Ana Roldán
Ana María Roldán Díaz (Madrid, España, 26 de julio de 1976) es una periodista y presentadora española.

## Trayectoria
Es licenciada en Farmacia por la Facultad de Farmacia (Universidad Complutense de Madrid) (1994-1999) y en Psicología por la Universidad Autónoma de Madrid (1999-2003), además de máster en Periodismo de Televisión por la Universidad Rey Juan Carlos (2003-2005).
Se inició en el periodismo en la televisión provincial de Puertollano, presentando el informativo de Imas TV. Posteriormente fue becaria en los Servicios Informativos de TVE en el Área de Sociedad y en 2004 se incorporó a TVE como presentadora de informativos en el Canal 24 horas, donde también realiza entrevistas semanales y colabora como redactora en el programa A ciencia cierta.
Entre el 4 de septiembre de 2006 y el 28 de junio de 2012 presentó el Telediario Matinal en La 1 junto a Susana Roza, Salvador Martín Mateos (hasta 2008), Marcos López (2008-2010) y Desirée Ndjambo (2010-2012). Siendo Jordi Jaria (2004-2008), Luis Poyo (2008-2010) y José Luis Agudo (2010-2012) los editores.
De 2007 a 2011 hizo suplencias de verano en los Telediarios Fin de semana. En Navidades de 2010-11 presentó el Telediario 1 y entre el 23 de julio y el 31 de agosto de 2012 el Telediario 2.
De septiembre de 2010 a septiembre de 2012 presentó también Informe semanal, haciéndose cargo en este periodo de Fue informe en el Canal 24 horas.
Entre septiembre de 2012 y enero de 2017 fue redactora del Área de Sociedad de los Servicios Informativos de TVE, cubriendo para la cadena los Premios Príncipe de Asturias 2012.
Entre el 2 de febrero de 2017 y julio de 2018 fue subdirectora y copresentadora del programa Emprende dedicado a la innovación y el empleo.
Desde septiembre de 2018 es editora adjunta del Telediario 2, que se encarga de presentar en ocasiones en ausencia de su presentadora. En este periodo también presenta en algunas ocasiones el Telediario 1 y los Telediarios Fin de semana, cubriendo las ausencias de sus respectivos presentadores. Desde noviembre de 2023 hasta enero de 2024 presentó el Telediario 2 de forma interina tras la marcha de Carlos Franganillo.
Al margen de su labor como presentadora, también es profesora en RTVE Instituto, donde imparte el máster en Periodismo de Televisión.